# 吳從周 (越南)
吴从周（越南语：／，？—1801年），越南18世纪文官，广南阮主官员。

## 生平
吴从周出生在平定府符吉县（今平定省符吉县）。早年寓居嘉定（今胡志明市），拜处士武長纘为师，与郑怀德、黎光定、吴仁静是同学，后担任广南阮主阮福映的官员。1788年，阮福映自暹罗回到嘉定之后，任命郑怀德、黎光定、吴从周、黄明庆等十二人为田畯官，施行“寓兵于农”的政策，使阮主的势力日渐强大，有了和西山军抗衡的资本。
1798年，阮福映北伐，占领了重镇归仁城，将其改名为平定城。阮福映派将军武性守城，又以吴从周为协镇来辅佐他。然而，西山朝一直试图夺回这个重镇。1800年，西山朝将军陈光耀、武文勇率领大军包围了这座城市。武性和吴从周坚守了一年之久，直到最终弹尽粮绝。吴从周以服毒自杀来激励武性坚守城池。武性力战至城将破，不愿投降，自焚而亡。
嘉隆元年（1802年），阮福映建立阮朝之后，追赠赞治功臣、特进、金紫荣禄大夫、柱国、太子太师、郡公，谥忠懿，与武性合祀于昭忠祠。1804年，列于嘉定显忠祠。1810年，祀于中兴功臣庙。明命五年（1824年），附祀世庙。明命十二年（1831年），追赠佐运功臣、特进、荣禄大夫、协办大学士、少师兼太子太师，改谥忠愍，封宁和郡公（越南语：／）。